# Štěpánov (Olomouc)
Štěpánov é uma comuna checa localizada na região de Olomouc, distrito de Olomouc.